# タイ王国海軍艦艇一覧
タイ王国海軍艦艇一覧は、タイ王国海軍が過去保有した、または現在保有する、または将来保有する予定の、未完成・計画中止を含めた歴代艦艇一覧である。
凡例

## 現有勢力
- 国防予算：51億3,000万ドル（+18億ドル）
- 海軍人員：6万3,000名
- 艦船隻数：184隻（+5隻）

空母×1
フリゲート×9
コルベット×9
ミサイル艇×6
高速戦闘艇×3
哨戒艇×60
戦車揚陸艦×6
揚陸艇×59（+4）
ホバークラフト×3
掃海艇×18
掃海母艦×1
測量/調査艦×3（+1）
練習艦×2
補給艦×1
給油艦×1
輸送艦×1
設標艦×1
- 航空機数：92機

艦載固定翼機×9
艦載回転翼機×16
陸上固定翼機×61
陸上回転翼機×6

## 艦艇一覧（近代海軍以前）

### コルベット

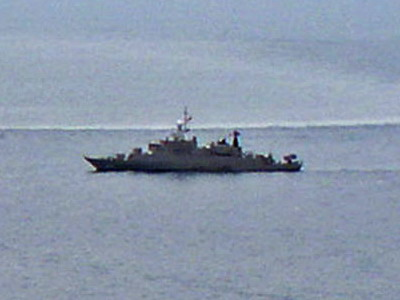
ラタナコーシン

- （Thoon Kramon） - 1866年就役、8隻

### 砲艦
- （Maha Phichaiathep） - 1867年就役、5隻
- （Siam Mougkut） - 1870年就役、8隻 ※Floating Battery
- （Makut Rajakumarn） - 1887年就役、7隻
- （Yong Yot） - 1863年就役、4隻
- （Nirben） - 1866年就役、7隻
- （Han Hak Sakru） - 1866年就役、3隻
- （Maida） - 1867年就役、3隻

### ヨット
- （Chah Kang No.1） - 1875年就役、??隻

## 艦艇一覧（近代海軍）

### 主力艦

#### 海防戦艦
- トンブリ級海防戦艦

#### 航空母艦
- チャクリ・ナルエベト - 1隻

### 水上戦闘艦

#### 防護巡洋艦
- マハ・チャクリ（Maha Chakri） - 1隻

#### 軽巡洋艦
- タクシン級（エトナ級）

タクシン（Taksin）
ナレスアン（Naresuan）
※どちらも建造中にイタリア海軍へ編入

#### 偵察巡洋艦・通報艦
- （Prap Porapak） - 1隻
- （Tewa Suraram） - 1隻
- （Pi Sua Nam） - 1隻
- （Kechon） - 1隻
- （Sathit Rajakarn） - 1隻

#### 仮装巡洋艦・特設巡洋艦
- （Sriya Monthon） - 1隻

#### 駆逐艦
第一次世界大戦以前の駆逐艦
- Sua Thayan Chon級 - 2隻

（Sua Thayan Chon）
（Sua Khamron Sin）
- 旧・英『R』級 - 1隻

プラ・ルワン（Phra Ruang）

#### フリゲート
- プッタヨートファーチュラーローク級フリゲート
- ナレースワン級フリゲート

421 ナレースワン
422 タークシン
- チャオプラヤー級フリゲート

455 チャオプラヤー
456 バンパコン
457 クラブリ
458 サイブリ
- マクットラジャクマーン級フリゲート
- ピンクラオ級フリゲート

#### コルベット
- ラタナコシン級コルベット
- タピ級コルベット
- カムロンシン級コルベット

#### スループ
- メクロン級スループ
  - メクロン
  - ターチン

### 潜水艦
- マッチャーヌ級潜水艦

### 両用戦艦艇

#### 戦車揚陸艦
- シーチャン級 - 2隻

シーチャン（Sichang）
スリン（Surin）
- 旧・米「LST-1」級 - 4隻

チャング（Chang）
パンガン（Pangan）
ランタ（Lanta）
パンサン（Prathong）

### 哨戒艦艇

#### 哨戒艦
- パタニ級外洋哨戒艦

パタニOPV-511
ナラティワートOPV-512
- クラビ級外洋哨戒艦 - 2隻

クラビ（en)（551 Krabi） - 2013年就役
プラチュワップキーリーカン （552 Prachuap Khiri Khan） - 2019年就役

#### 砲艦
- （Ran Ruk） - 1隻
- （Koh Si Chang） - 1隻
- （Udhai Rajakich） - 1隻
- （Mongkut Rajakumarn）[4] - 1隻
- （Muratha） - 1隻
- Bali級 - 2隻

（Bali）
（Sugrib）
- （Suriya Monthon） - 1隻
- ラタナコシンドラ級 - 2隻

ラタナコシンドラ（Ratanakosindr）
スコタイ（Sukhodaya）

#### 水雷艇
- （Moradoph） - 1隻
- 『No.1』型[5] - 4隻

No.1-4、
- トラッド級 - 9隻

トラッド（Trad）
ブケット（Puket）
パタニ（Patani）
スラシッタ（Surasdra）
チャンタブリー（Chanrdaburi）
ラヨン（Rayong）
チュムポーン（Chunphorn）
チョンブリ（Chonburi）
ソンクラ（Songhkla）

#### ミサイル艇
- ラチャリット級高速ミサイル攻撃艇

#### 哨戒艇
- M36型哨戒艇 - 5隻[6]

### 補助艦艇

#### 補給艦
- シミラン

#### 給水艦
- （Banchu）[7] - 1隻

#### 輸送船・運送船
- （Vidu） - 1隻
- （Buk）[8] - 1隻
- （Pra Yom） - 1隻

#### 練習艦
- 旧・英掃海艇 - 1隻

チャオプラヤー（Chow Phraya）

#### 王室ヨット
- マハ・チャクリ（Maha Chakri）[5] - 1隻